# Resolução 8 do Conselho de Segurança das Nações Unidas
Resolução 8 do Conselho de Segurança das Nações Unidas, aprovado em 29 de agosto de 1946 por dez votos, a Austrália se absteve.
Dando seguimento a Resolução 6 do Conselho de Segurança, o Conselho de Segurança revisou pedidos de adesão da República Popular da Albânia, República Popular da Mongólia, Afeganistão, Reino Hachemita da Jordânia, Irlanda, Portugal, Islândia, Sião e Suécia. O Conselho recomendou que a Assembleia Geral admitisse Afeganistão, Islândia e Suécia. A recomendou a admissão de Sião ser dada na Resolução 13 em dezembro.